# Ādampur
Ādampur är en ort i Indien.   Den ligger i distriktet Jalandhar och delstaten Punjab, i den norra delen av landet, 300 km norr om huvudstaden New Delhi. Ādampur ligger 248 meter över havet och antalet invånare är 17 027.
Terrängen runt Ādampur är mycket platt. Runt Ādampur är det tätbefolkat, med 709 invånare per kvadratkilometer. Närmaste större samhälle är Jalandhar, 17,5 km sydväst om Ādampur. Trakten runt Ādampur består till största delen av jordbruksmark.